# سي (موسيقى)

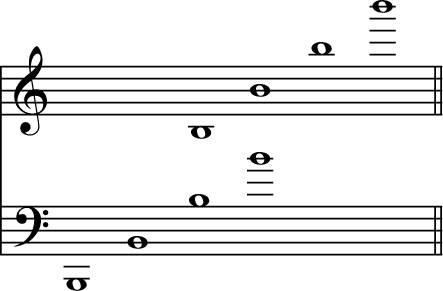

نغمة سي (يرمز لها B) هي سابع درجة موسيقية في سلم دو الكبير و تدعى أيضا بالعلامة الحسّاسة كونها العلامة قبل الأخيرة في هذا السلّم وأكثرها تناشزا مع علامته الرئيسيّة (أي نغمة الدو) و هي متعادلة نغميا مع نغمة الدو-بيمول (♭C).
نغمة سي هي أيضا ثاني درجة موسيقية في سلم لا الصغير.

## اقرأ أيضاً
- درجة موسيقية
- سلم موسيقي